# Francisco Afonso da Costa Chaves e Melo
Francisco Afonso da Costa Chaves e Melo (Ponta Delgada, 24 de Agosto de 1797 — Ponta Delgada, 14 de Janeiro de 1863) foi um intelectual e político açoriano que, entre outras funções, exerceu os cargos de governador civil do Distrito de Ponta Delgada e de deputado às Cortes. Publicou obras sobre política e história. Era membro da Maçonaria.

## Biografia
Era filho primogénito do morgado e fidalgo da Casa Real Inácio Joaquim da Costa Chaves e Melo e de sua mulher Antónia Isabel Cândida de Sousa. Apesar de discordar abertamente da instituição vincular, foi morgado e administrador de vários vínculos até à sua extinção e um dos maiores proprietários fundiários da ilha de São Miguel.
Aderiu ao ideário liberal durante o vintismo, tendo feito parte da Maçonaria e do partido cartista. Foi eleito deputado pela Província Oriental dos Açores para as legislaturas de 1834 a 1840 e de 1840 a 1842, demonstrando no parlamento dotes de oratória e de escrita acima do comum.
Foi um dos defensores da separação administrativa dos Açores em circunscrições separadas como forma de evitar a hegemonia de qualquer das cidades açorianas sobre as restantes. Foi um dos proponentes da legislação que permitiu a construção do molhe do porto de Ponta Delgada.
Foi governador civil do Distrito de Ponta Delgada, ocupando o cargo entre 22 de Outubro de 1842 e 17 de Abril de 1844.
Colaborou assiduamente na imprensa de Ponta Delgada, fundou o periódico O Constitucional Micaelense e foi autor de diversas obras de cariz político e histórico.
Foi neto do historiador Francisco Afonso de Chaves e Melo e pai do meteorologista e naturalista Francisco Afonso Chaves.

## Obras publicadas
- Resposta ao folheto intitulado: Fundamentos do Projecto do Decreto para Abolição dos Vínculos na Ilha de São Miguel e Mais Ilhas dos Açores, do deputado João Bento de Medeiros Mântua (1822);
- Epítome das Épocas e Circunstâncias mais Notáveis do Governo das Ilhas dos Açores desde o Descobrimento até 1835 (1835);
- Memória apologética dos Deputados pela Província Oriental dos Açores oferecida aos seus constituintes (1835);
- Reflexões e críticas de um micaelense (1822);
- Memória histórica sobre as ilhas dos Açores como parte da Monarquia Portuguesa (1821) (atribuição incerta: será da autoria do desembargador Roque Francisco Furtado de Melo);